# Странка права
Странка права је националистичка политичка странка коју је 1861. године у Хрватској основао Анте Старчевић.

## Историја
У Хрватској су тада доминирале две политичке странке - Унионистичка, која се залагала за што ближе везе с Мађарском; и Народна, која је спас од мађаризације видела како у блиским везама с бечким двором, тако и стварањем шире јужнославенске заједнице.
Старчевићева Странка права је одбацила оба става и уместо тога као алтернативу истакла концепт самосталне и суверене Хрватске, која, по његовом мишљењу не би требало да има било какве везе с другим јужнословенским народима, поготово Србима. Због тога се Старчевић сматра оцем модерног хрватског национализма, који се често изједначава са идеологијом названом по његовој странци - праваштво.
Уз Старчевића, један од вођа Странке био је и Еуген Кватерник који се залагао за револуционарно рушење Аустро-Угарске по узору на многе сличне покрете у Европи 19. века. Старчевић и Кватерник су засновали праваштво као потпуну супротност илирцима, који су се до 1848. ослањали на бечки двор против Мађара. Њих двојица су видели бечки централизам као повреду хрватских историјских права.
Кватерникова настојања су резултирала неуспешном Раковичком буном 1871. године који многи хрватски историчари данас сматрају првим покушајем стварања самосталне хрватске државе. Због издаје у властитим редовима и неучествовања већине руководства Странке права и Анте Старчевића, устанак је угушен. Погинули су вође буне Еуген Кватерник, Анте Ракијаш и Вјекослав Бах, а командант побуњене војске Раде Цујић успео је преко Босне пребећи у Србију.
Странка права је 1870-их и 1880-их наставила да расте, а посебан подстицај јој је дао ауторитарни режим Куена Хедерварија, који је у много чему компромитирао дотадашњу Народну странку као компромисерску. Праваштво је посебно расло у редовима интелигенције и радикалне омладине.
Међутим, почетком 1890-их долази до раскола у Странци права, на коју све већи утицај има Јосип Франк као представник нове, прагматичне струје која држи да ће Хрватска своју државност остварити с пуним ослањањем на хабсбуршки двор. Раскол је изазвала струја на челу с Јосипом Франком која се залагала за ублажавање дотадашњег бескомпромисног залагања за независну хрватску државу, односно све јаче ослањање на Беч и царску владу. Тој струји, која ће се касније називати франковцима, је приступио и оснивач Странке права Анте Старчевић. Франк се борио за тријалистичко уређење Аустроугарске, тј. Хрватску као један од њена три федерална дела. Због тога је распиривао сукобе између Срба и Хрвата. Остаци Странке права су се, пак, 1903. с Неодвисном народном странком ујединили у Хрватску странку права.
За разлику од осталих праваша, који су задржали оштар курс према Бечу, а од 1905. ушли у Хрватско-српску коалицију, франковци су постали режимска странка. Учествовали су 1908. нападима на политичаре Коалиције за време Велеиздајничког процеса, што је део њених чланова натерао да је напусте и створе нову Старчевићеву странку права, а 1910. су напустили и традиционални Старчевићев антиклерикализам и 1910. се уз помоћ католичких интелектуалаца трансформирају у Хришћанско-социјалну странку права. Франковци су годину дана касније променили име у Странка права.
Чврсто стајање у хабсбуршку династију је тешко погодило франковце након Првог светског рата и стварања југославенске државе којој су се жестоко били противили. Франковци су постали не само прогоњени од стране новог режима, него и маргинализирани у обичном народу који се углавном определио за Хрватску сељачку странку. Од 1929. велики дио франковаца прелазио је у редове усташког покрета.

### Идеологија
Хрватско државно право које је заговарала Странка права је националистичка политичка концепција, која је представљала једно од главних начела хрватске националне политике од средине 19. векa (односно од Илирског покрета) до средине 20. века. Концепт „хрватског државног права“ базиран је на идеји да Хрвати као народ имају наводно „неотуђиво историјско право“ (на основу наводне "првостечености") да успоставе своју националну државу на свим територијама које су (по уверењима хрватских историчара и политичара) привремено биле под влашћу Хрватске у раном средњем веку, односно у време хрватских народних краљева (до 1102. године). Концепција „хрватског државног права“ је употребљавана као изговор којим би се оправдало стварање Велике Хрватске. Најрадикалнија концепција „хрватског државног права“ је заступана од стране Анте Старчевића (оснивача Странке права), а обухватала је све територије од Алпа до Тимока заједно са северном Албанијом.
Не обазирући се ни на историјске и политичке чињенице, Старчевић и његови праваши су тврдили да постоје само два јужнославенска народа, Бугари и Хрвати. По Старчевићу Хрватска је обухватала подручје од Алпа на северу, до Македоније и Бугарске на југу. Словенце је називао Алпским Хрватима, а Србе је прогласио Хрватима. Праваши су као свој циљ поставили стварање Велике Хрватске и ослобођење Хрватске и Босне и Херцеговине од вишевековне аустријске и турске владавине.
Најопаснији политички противници хрватске државе су они који би Јужне Словене ујединили, а да их не сматрају Хрватима, тј „Славосрби“. Анте Старчевић је често Србе звао различитим погрдним именима, чиме је потпиривао мржњу Хрвата према Србима.
Поготово је у једном периоду свог рада инсистирао на мржњи и негацији српске нације, па су тако Срби „реметилачки опструктивни фактор“, они „уопће нису Славени“ него „потичу од варварског племена Трибала“. Они не знају ни за какве цивилизацијске вредности, они лажу, краду, пљачкају куће, убијају и силују. Они су „нижа пасмина“ а Хрвати су „виша, господујућа пасмина“.
На Странци правa и њеној идеологији свој програм у данашњој Хрватској темеље бројне странке од којих је најпознатија Хрватска странка права.